# Iglesia de Santa María (Mas Palou)

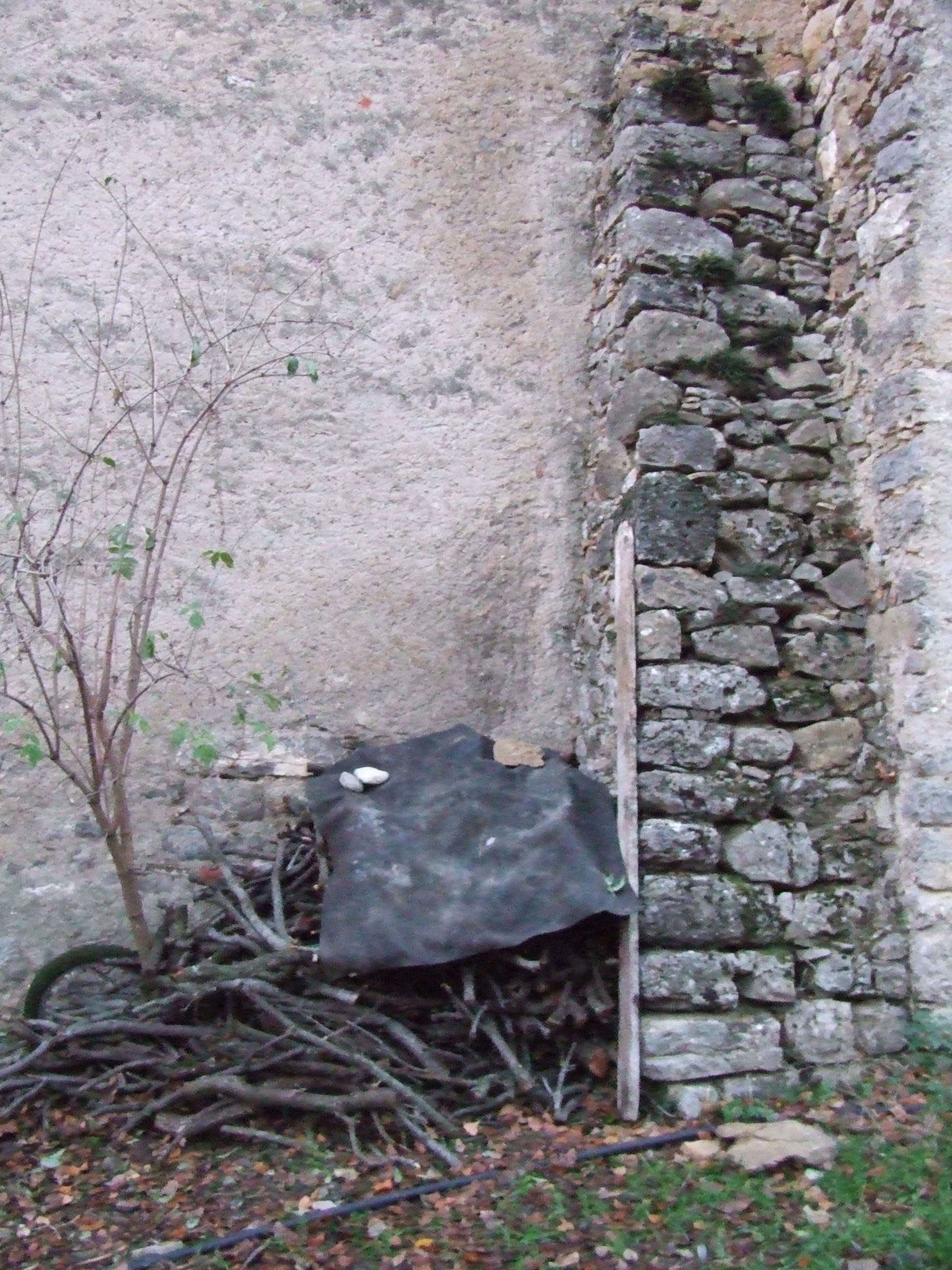
Contrafuerte exterior de la iglesia.

La iglesia de Santa María de Mas Palou es una iglesia románica del término municipal de Abella de la Conca, en la comarca catalana del Pallars Jussá en la provincia de Lérida.
Está dedicada a Santa María, y en algún documento aparece con la categoría de sufragánea de San Esteban de Abella de la Conca.
Está integrada en los edificios que forman el Mas Palou, de manera que solo se manifiesta al exterior a través de la puerta y de un contrafuerte del muro de poniente.
Aunque ha recibido muchas transformaciones, su origen, por el aparato que se aprecia, es medieval, de época románica. Es de una sola nave, con puerta abierta con orientación al mediodía.